# David Edgar (Dramatiker)
David Edgar (* 26. Februar 1948 in Birmingham, England) ist ein britischer Dramatiker, der seit den 1960er-Jahren durch seine mehr als sechzig Werke für Theater, Hörfunk und Fernsehen zu den produktivsten britischen Dramatikern gehört.

## Leben
Nach dem Schulbesuch studierte Edgar Dramaturgie an der University of Manchester und arbeitete danach als Journalist in Bradford, ehe er sich dazu entschloss, hauptberuflich als Dramatiker tätig zu sein.
Einen ersten großen Erfolg hatte er mit Destiny (1976), einem großflächigen Bühnenwerk, das die Wurzeln des Faschismus in der britischen Gesellschaft betrachtet und von der Royal Shakespeare Company (RSC) uraufgeführt wurde. Seine 1980 entstandene, achtstündige Adaption von Charles Dickenss The Life and Adventures of Nicholas Nickleby in der Inszenierung der RSC brachte seinem Werk auch bei einem breiteren Publikum Anerkennung und Bekanntheit.
1983 verfasste er das ähnlich ambitionierte Stück Maydays, das als erstes zeitgenössisches Theaterstück von der RSC im Barbican Theatre aufgeführt wurde. Zu seinen anderen bedeutenden Bühnenwerken zählen Entertaining Strangers und The Shape of the Table (1990), das von den Verhandlungen einer kommunistischen Regierung mit dessen Gegner im Herbst 1989 handelte.
Daneben verfasste er die Vorlagen für einen Dokumentarfilm mit dem Titel Civil War (1991) und das Hörspiel A Movie Starring Me (1991) sowie eine Reihe weiterer literarischer Adaptionen wie Der seltsame Fall des Dr. Jekyll und Mr. Hyde (1991) und Pentecost (1994).
1992 wurde Edgar zum Honorarprofessor an die University of Birmingham berufen.

## Werke

### 1970–1979
- Death story, 1972
- Would you buy a used horse from this man? or, Dick deterred, 1973
- Dick deterred, 1974
- Destiny, 1976
- Racism, Fascism and the Politics of the National Front, 1977
- Wreckers, 1977
- Ball boys, 1978
- The jail diary of Albie Sachs, 1978
- Teendreams, 1979
- Mary Barnes, 1979

### 1980–1989
- Destiny (Modern Plays), 1980
- Wreckers (New Theatrescripts), 1980
- The life and adventures of Nicholas Nickleby, 1982
- Maydays, 1983
- Public theatre in a private age, 1984
- The new right and the church, 1985
- Entertaining strangers, 1986
- That summer, 1987
- The second time as farce, 1988
- Teendreams and Our Own People (A Methuen Modern Play), 1988
- Edgar, 1989
- Vote for them, 1989

### 1990–2000
- Edgar Plays 2, 1990
- The shape of the table, 1990
- Edgar Plays 3, 1991
- The Strange Case of Dr. Jekyll and Mr. Hyde, 1991
- Buying a landslide, 1992
- Pentecost, 1995
- Pentecost: The Rsc/Allied Domecq Young Vic Season, 1996
- Edgar Plays 1, 1997
- How Plays Work, 1998
- State of Play, 1999

### Seit 2000
- Edgar--shorts, 2000
- Albert Speer : based on the book Albert Speer: his battle with truth by Gitta Sereny, 2000, ISBN 1-85459-485-0
- The prisoner's dilemma, 2001
- Mothers against, 2003
- Continental divide, 2004
- Playing With Fire (Nick Hern Book), 2006
- Testing the echo, 2008
- The master builder, 2010

in deutscher Sprache
- Dr. Jekyll und Mr. Hyde, 1993